# Jean Marie du Lau
Jean Marie du Lau (30 d'octubre de 1738, Biras - 2 de setembre de 1792, París) fou l'últim arquebisbe metropolità d'Arles durant gairebé disset anys. Ocupà el seu càrrec de forma efectiva des de l'1 d'octubre del 1775 fins al 12 de juliol del 1790, data en què l'Assemblea Constituent del 1789 decidí la supressió de l'arxidiòcesi d'Arles. Fou assassinat al convent dels Carmelites de París durant les massacres de setembre, un dels episodis més foscos de la Revolució Francesa. Proclamat màrtir per l'Església Catòlica, fou beatificat el 17 d'octubre del 1926.

## Biografia

### Família i formació

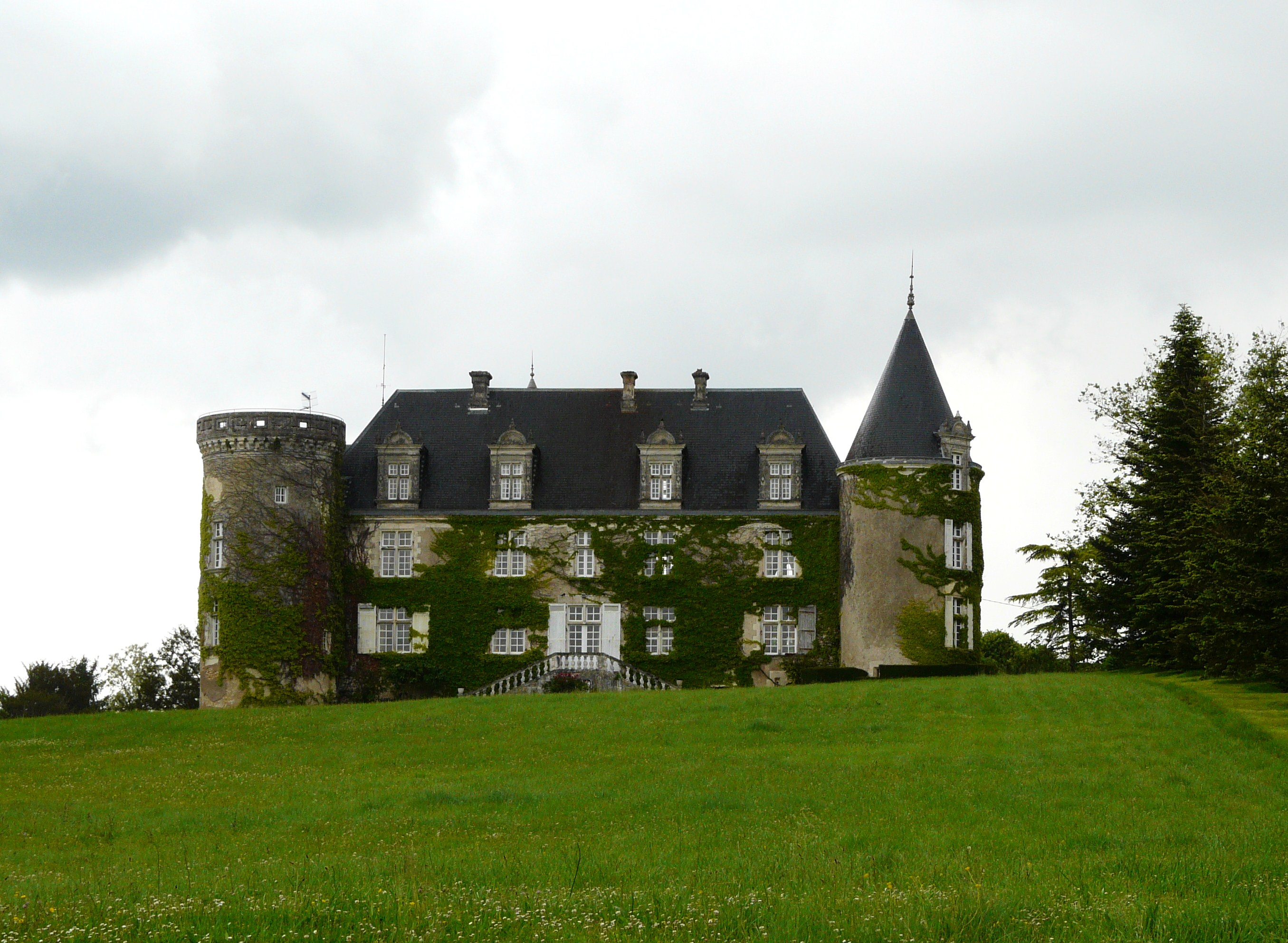
Château de la Côte, a Biras (Dordonya)

Jean Marie du Lau nasqué al Château de la Côte d'Armand du Lau, senyor de la Côte, de Savignac i de la Roche, i de Françoise de Salleton. Es tractava d'un antic castell ubicat a la diòcesi de Perigús. Provenia d'una família amb molts prelats, i Carles de Foucauld es referí a ell com el seu besoncle.
Essent molt jove fou enviat a París, amb el seu oncle Jean d'Allemans du Lau, capellà de la parròquia de Sant Sulpici. Rebé la tonsura el 21 d'abril del 1753. Estudià humanitats al Col·legi de Navarra de París, i obtingué la llicenciatura en teologia a La Sorbona. Tal com indica la investigació de Michael Péronnet, els bisbes de la generació del 1789 foren gairebé tots llicenciats universitaris en teologia o en lleis, de manera que el cos episcopal tenia en el seu conjunt un bon nivell de formació, la qual cosa es veia reflectit més endavant en el catàleg de la biblioteca de Jean Marie du Lau com a arquebisbe d'Arles, erigida el 1790, que arribà a tenir 4.422 volums.
Jean Marie passà per diverses diòcesis en una trajectòria ascendent d'autoritat i prestigi: fou canonge i tresorer a Pamiers, vicari general de l'arxidiòcesi de Burdeus i prior de Gabillon. El 1770 aconseguí el grau d'agent general del clergat de França.

### Arquebisbe d'Arles
Jean Marie du Lau fou designat bisbe el 24 d'abril del 1775 i consagrat l'1 d'octubre del mateix any, durant el regnat de Lluís XVI i el papat de Pius VI. El consagrant principal fou Jean-François de Chastellard de Montillet de Grenaut, arquebisbe d'Auch.
Prengué part en l'Assemblea del Clergat de França del 1788, una reunió de caràcter excepcional que hagué de pronunciar-se sobre els grans temes polítics del moment, en el context de la crisi existent entre la monarquia i els parlaments. Així mateix, fou diputat per Arles al Parlament Francès: amb la convocatòria dels Estats Generals de 1789, du Lau fou escollit com un dels representants del clergat. Amb l'avenç del conflicte político-social de la Revolució Francesa, es desenvolupà una amarga relació antagònica entre l'arquebisbe i el nou escollit batlle d'Arles, Pierre-Antoine Antonelle, un aristòcrata revolucionari que es considerava a si mateix un jacobí aliat de l'ala radical de la Revolució. Antonelle havia publicat l'octubre de 1788 un catecisme virulent contra la cúria, els nobles i els sacerdots, titulat Catéchisme du Tiers-état, à l'usage de toutes les provinces de France, et spécialement de la Provence. Després de l'aprovació de la constitució civil del clergat, Antonelle manifestà el seu rotund anticlericalisme en confiscar els béns eclesiàstics i expulsar de la ciutat el clergat refractari.

### Mort
El 12 de juliol del 1790, l'Assemblea Nacional decidí abolir l'arxidiòcesi d'Arles. Si bé aquest fet mancava de validesa des del punt de vista de la legislació canònica, assestà un cop a l'estructura arxidiocesana de què no se'n reposà. L'1 d'octubre del 1791 l'Assemblea Legislativa succeí l'Assemblea Constituent. El nou cos legislatiu prengué mesures més estrictes envers aquells eclesiàstics que no haguessin jurat la Constitució Civil del Clergat. Un decret públic declarà que es considerava sospitosos tots aquells que no haguessin jurat lleialtat públicament, ordenant-los que abandonessin el sòl de França. Molts arribaren a les fronteres, però d'altres foren detinguts abans de fer-ho i confinats en presons com a traïdors.
Tres bisbes es negaren a prestar jurament, incloent-hi Jean Marie du Lau. El 13 d'agost del 1792 du Lau fou sotmès a un breu interrogatori, així com Pierre-Louis de La Rochefoucauld-Bayers, bisbe de Saintes, i François-Joseph de La Rochefoucauld-Maumont, bisbe de Beauvais, i tots tres foren empresonats a la presó dels Carmelites de París, un antic convent expropiat per l'Estat i convertit en presó.
El 2 de setembre de 1792, durant les execucions en massa conegudes com a massacres del 2 de setembre, Jean Marie du Lau fou assassinat a la seva presó, juntament amb dos sacerdots de l'arxidiòcesi d'Arles: el seu cosí matern i vicari general Armand de Foucauld de Pontbriand, i Pierre François Pazzery de Thorame. A les massacres que tingueren lloc entre el 2 i el 5 de setembre d'aquell any moriren entre 1.100 i 1.400 persones, incloent-hi els tres bisbes, 220 sacerdots i religiosos.

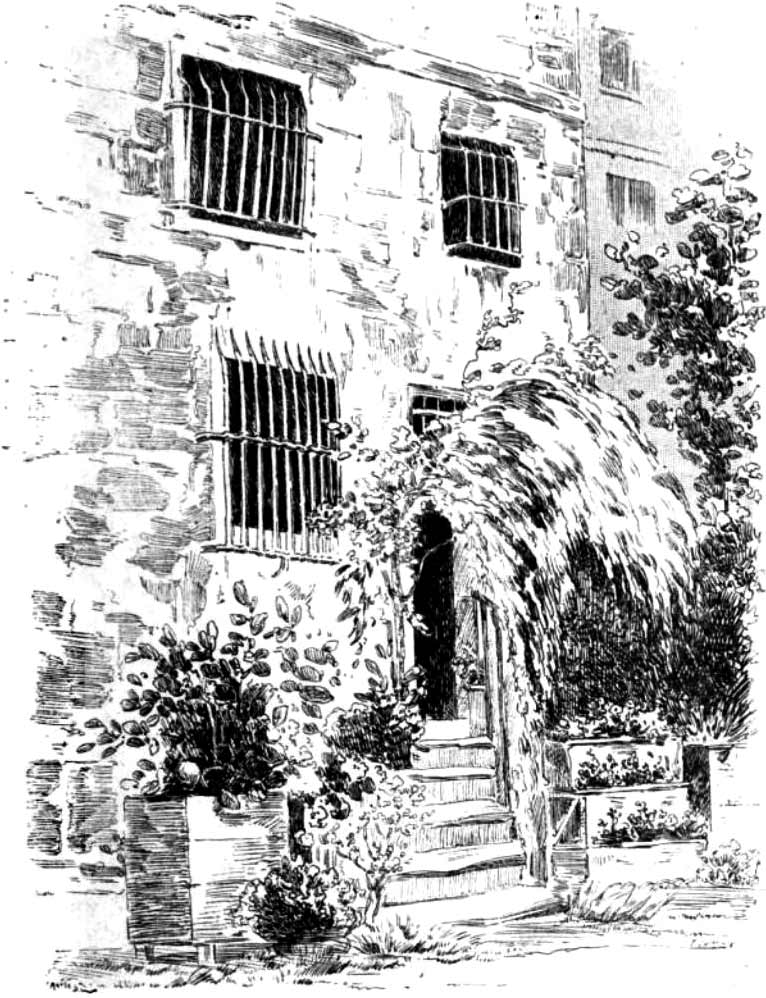
Convent dels Carmelites, emprat com a presó, on fou assassinat du Lau.

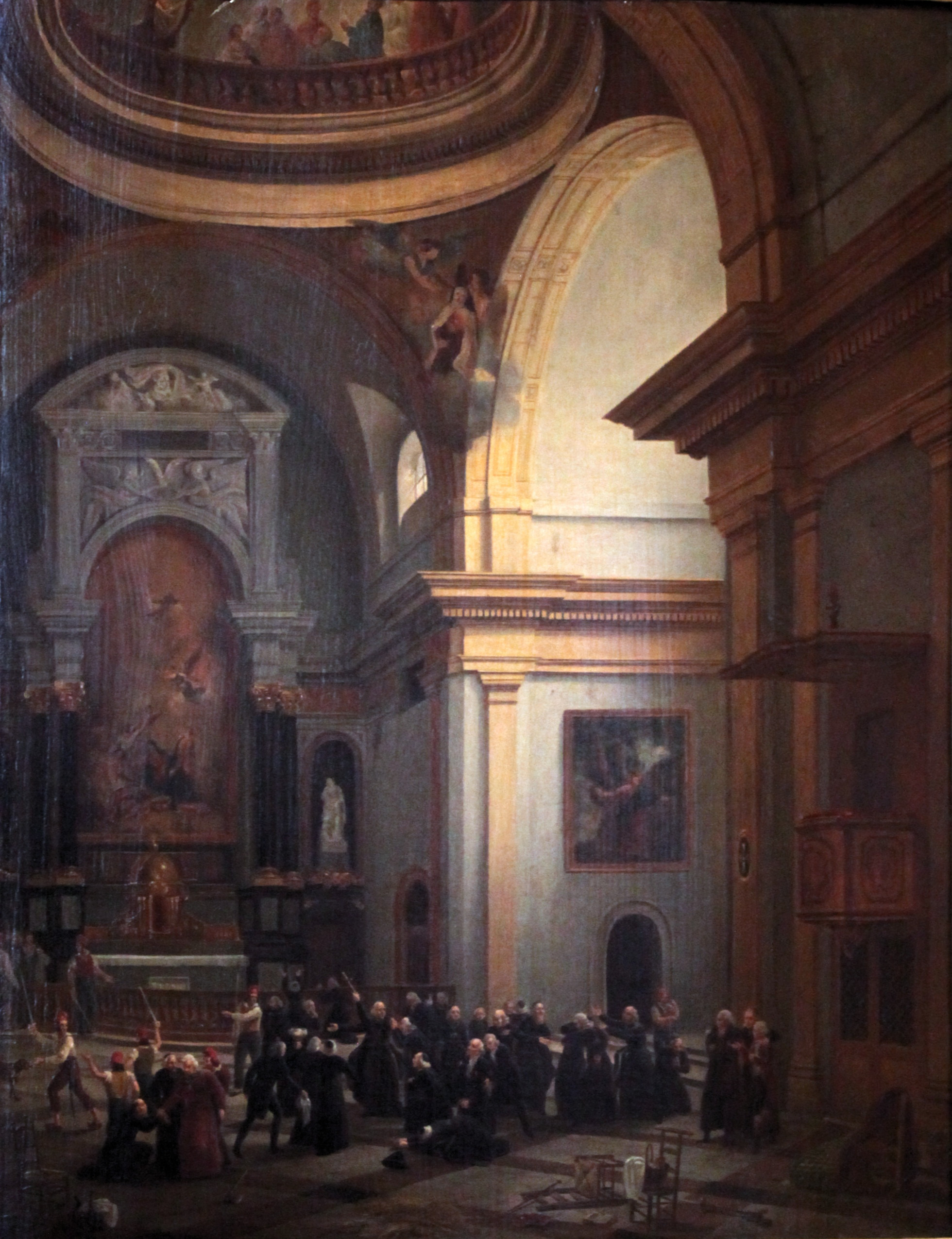
Massacre dels Carmelites, obra de Marie-Marc-Antoine Bilcocq.